# Takszila
Takszila (Takasila vagy Taxila) egy rommező Pakisztánban, Ravalpindi közelében. Az ókori selyemút fontos állomása volt, India művészeti emlékeinek lelőhelye. Angol régészek három város romjait tárták fel a Kr. e. 600-200 közötti időkből. A Maurja-kor előtti város a Bir-dombon épült fel, Kr. e. 6-4. században virágzott. E város határozott kapcsolatokat mutat az óperzsa birodalommal, bár a leletanyag szegényes (terrakotta plasztika). A Kr. e. 3-2. századi városban (Sirkap) négyzetes utcahálózatot és királyi palotát találtak. A felváltva uralkodó görögök, parthusok, skák nyoma a művészetben is kimutatható. Különösen fontos a parthus-kori jandilai tűztemplom (Kr. e. 1. sz. - i. sz. 1. sz.), aminek alaprajzában a görög peripterosz és ante-templom elrendezése érvényesül. Taxila Gandhára egyik központja is volt. Kelet és Nyugat összekötőjének mutatják az itt előkerült kisművészeti tárgyak, melyek az alexandriai művészet alkotásai.

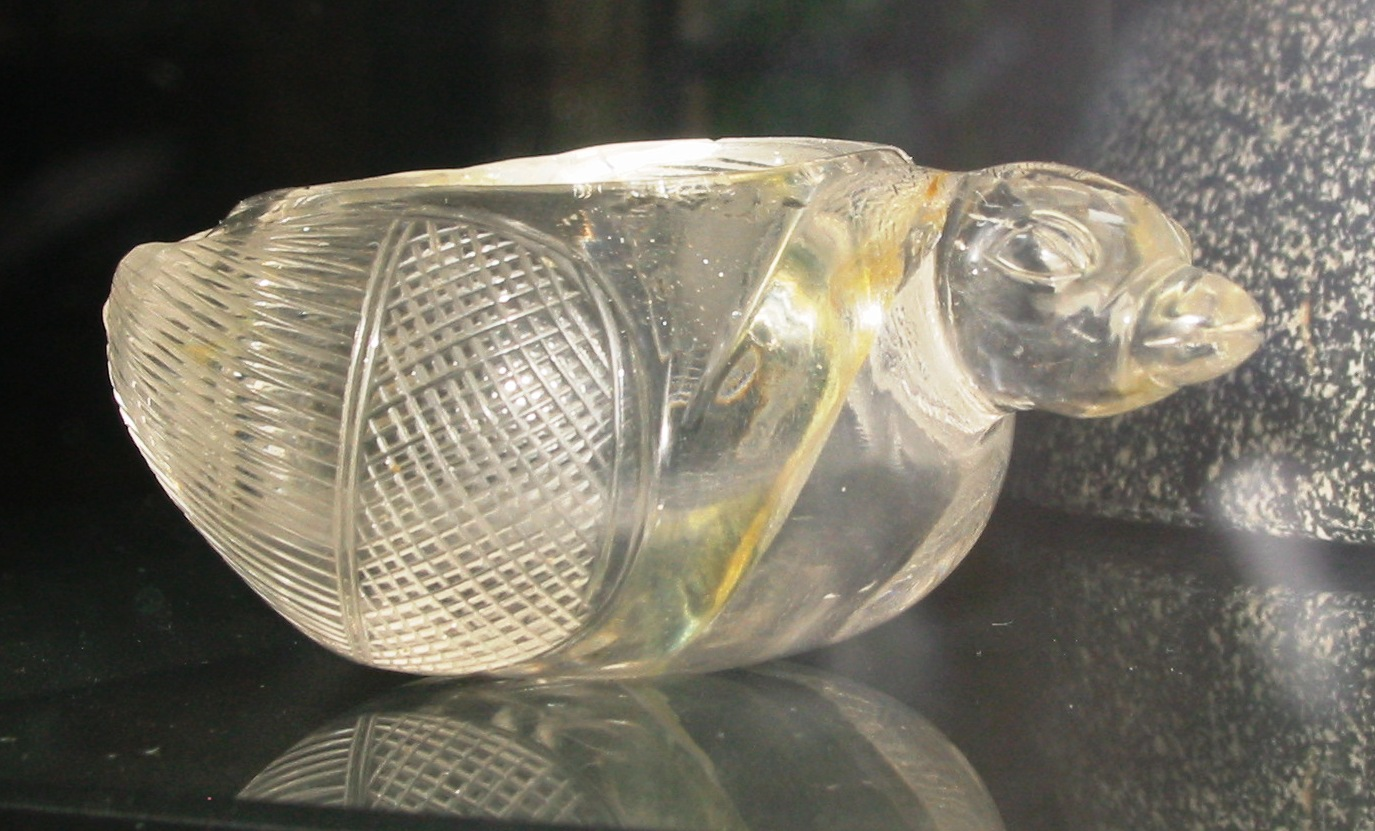
Szent madár ábrázolása hegyikristályból, 1. század (British Museum)